# Resolució 1677 del Consell de Seguretat de les Nacions Unides
La Resolució 1677 del Consell de Seguretat de les Nacions Unides fou adoptada per unanimitat el 12 de maig de 2006. Després de reafirmar les resolucions anteriors a Timor Oriental, en particular la resolució 1599 (2005), el Consell va renovar el mandat de l'Oficina de les Nacions Unides a Timor Oriental (UNOTIL) fins al 20 de juny de 2006.
La resolució va ser adoptada després de disturbis en què cinc persones van morir en violència tumultuària després que una gran part de l'exèrcit nacional fos destituït.

## Detalls
El Consell de Seguretat va expressar la seva preocupació per les incidències que es van produir els dies 28 i 29 d'abril de 2006 i la situació posterior, tot reconeixent el paper del Govern del Timor Oriental per investigar els incidents. En ampliar el mandat de la UNOTIL, el Consell va demanar al Secretari General Kofi Annan que proporcionés una actualització sobre la situació i la funció de l'operació de manteniment de la pau amb vistes a prendre mesures addicionals.
Finalment, la resolució va encoratjar al govern i les institucions de Timor Oriental a tractar les causes de la recent violència amb l'assistència de la UNOTIL.